# Кулієв Радік Небійович
Радік Небійович Кулієв (нар. 10 липня 1992, село Куруш, Хасав'юртівський район, Дагестан, Росія) — білоруський борець греко-римського стилю, срібний призер чемпіонату світу, срібний призер чемпіонату Європи. Майстер спорту міжнародного класу з греко-римської боротьби.

## Життєпис
Боротьбою почав займатися з 2004 року. Вихованець дагестанської школи боротьби, тренувався у заслуженого майстра спорту Аліма Селімова і заслуженого тренера Маліка Ескендарова. З 2014 року почав виступи за збірну Білорусі. У 2015 році став бронзовим призером чемпіонату Європи серед молоді.
Виступає за Школу вищої спортивної майстерності, Гродно. Тренер — В'ячеслав Максимович. Чемпіон Біорусі 2017 року.
Навчався на факультеті фізичної культури Гродненського державного університету ім. Я. Купали.

## Спортивні результати на міжнародних змаганнях

### Виступи на Чемпіонатах світу
| Змагання                        | Збірна   | Вагова категорія                 | Місце  |
| ------------------------------- | -------- | -------------------------------- | ------ |
| Чемпіонат світу з боротьби 2017 | Білорусь | греко-римська боротьба, до 80 кг | Срібло |
| Чемпіонат світу з боротьби 2018 | Білорусь | греко-римська боротьба, до 87 кг | 7      |

### Виступи на Чемпіонатах Європи
| Змагання                         | Збірна   | Вагова категорія                 | Місце  |
| -------------------------------- | -------- | -------------------------------- | ------ |
| Чемпіонат Європи з боротьби 2017 | Білорусь | греко-римська боротьба, до 80 кг | Срібло |

### Виступи на Європейських іграх
| Змагання              | Збірна   | Вагова категорія                 | Місце |
| --------------------- | -------- | -------------------------------- | ----- |
| Європейські ігри 2019 | Білорусь | греко-римська боротьба, до 87 кг | 5     |

### Виступи на Кубках світу
| Змагання                    | Збірна   | Вагова категорія                 | Місце |
| --------------------------- | -------- | -------------------------------- | ----- |
| Кубок світу з боротьби 2017 | Білорусь | греко-римська боротьба, до 80 кг | 8     |

### Виступи на інших змаганнях
| Змагання                                     | Збірна   | Вагова категорія                 | Місце  |
| -------------------------------------------- | -------- | -------------------------------- | ------ |
| Меморіал Олега Караваєва 2014                | Білорусь | греко-римська боротьба, до 80 кг | Бронза |
| Кубок Владислава Пітласинські 2015           | Білорусь | греко-римська боротьба, до 75 кг | 31     |
| Меморіал Болата Турлиханова 2015             | Білорусь | греко-римська боротьба, до 75 кг | 7      |
| Меморіал Олега Караваєва 2015                | Білорусь | греко-римська боротьба, до 80 кг | Срібло |
| Турнір Івана Піддубного 2016                 | Білорусь | греко-римська боротьба, до 75 кг | 17     |
| Кубок Владислава Пітласинські 2016           | Білорусь | греко-римська боротьба, до 80 кг | 5      |
| Меморіал Олега Караваєва 2016                | Білорусь | команда                          | Бронза |
| Клубний чемпіонат світу з боротьби 2016      | Білорусь | команда                          | 9      |
| Турнір Вехбі Емре і Гаміта Каплана 2017      | Білорусь | греко-римська боротьба, до 80 кг | Срібло |
| Кубок Владислава Пітласинські 2017           | Білорусь | греко-римська боротьба, до 80 кг | 10     |
| Меморіал Олега Караваєва 2017                | Білорусь | команда                          | Золото |
| Київський Міжнародний турнір з боротьби 2018 | Білорусь | греко-римська боротьба, до 82 кг | Бронза |
| Турнір Вехбі Емре і Гаміта Каплана 2018      | Білорусь | греко-римська боротьба, до 87 кг | 5      |
| Меморіал Олега Караваєва 2018                | Білорусь | греко-римська боротьба, до 87 кг | 11     |
| Турнір Вехбі Емре і Гаміта Каплана 2019      | Білорусь | греко-римська боротьба, до 87 кг | Бронза |
| Гран-прі Угорщини з боротьби 2019            | Білорусь | греко-римська боротьба, до 87 кг | Бронза |
| Меморіал Олега Караваєва 2019                | Білорусь | греко-римська боротьба, до 87 кг | Золото |
| Гран-прі Франції Анрі Деглана 2020           | Білорусь | греко-римська боротьба, до 87 кг | Бронза |

### Виступи на змаганнях молодших вікових груп
| Змагання                                      | Збірна   | Вагова категорія                 | Місце  |
| --------------------------------------------- | -------- | -------------------------------- | ------ |
| Чемпіонат Європи з боротьби серед молоді 2015 | Білорусь | греко-римська боротьба, до 80 кг | Бронза |